# Coronatoplanulina
Coronatoplanulina es un género de foraminífero bentónico de la familia Planulinidae, de la superfamilia Planorbulinoidea, del suborden Rotaliina y del orden Rotaliida. Su especie tipo es Coronatoplanulina okinawaensis. Su rango cronoestratigráfico abarcaba el Holoceno.

## Clasificación
Coronatoplanulina incluye a la siguiente especie:
- Coronatoplanulina okinawaensis